# Imakane
Imakane (今金町, Imakane-chō) est un bourg du district de Setana, situé dans la sous-préfecture de Hiyama, sur l'île de Hokkaidō, au Japon.

## Géographie

### Démographie
Au 31 mars 2015, la population d'Imakane s'élevait à 5 642 habitants répartis sur une superficie de 568,25 km2.